# Ламінарні обладунки

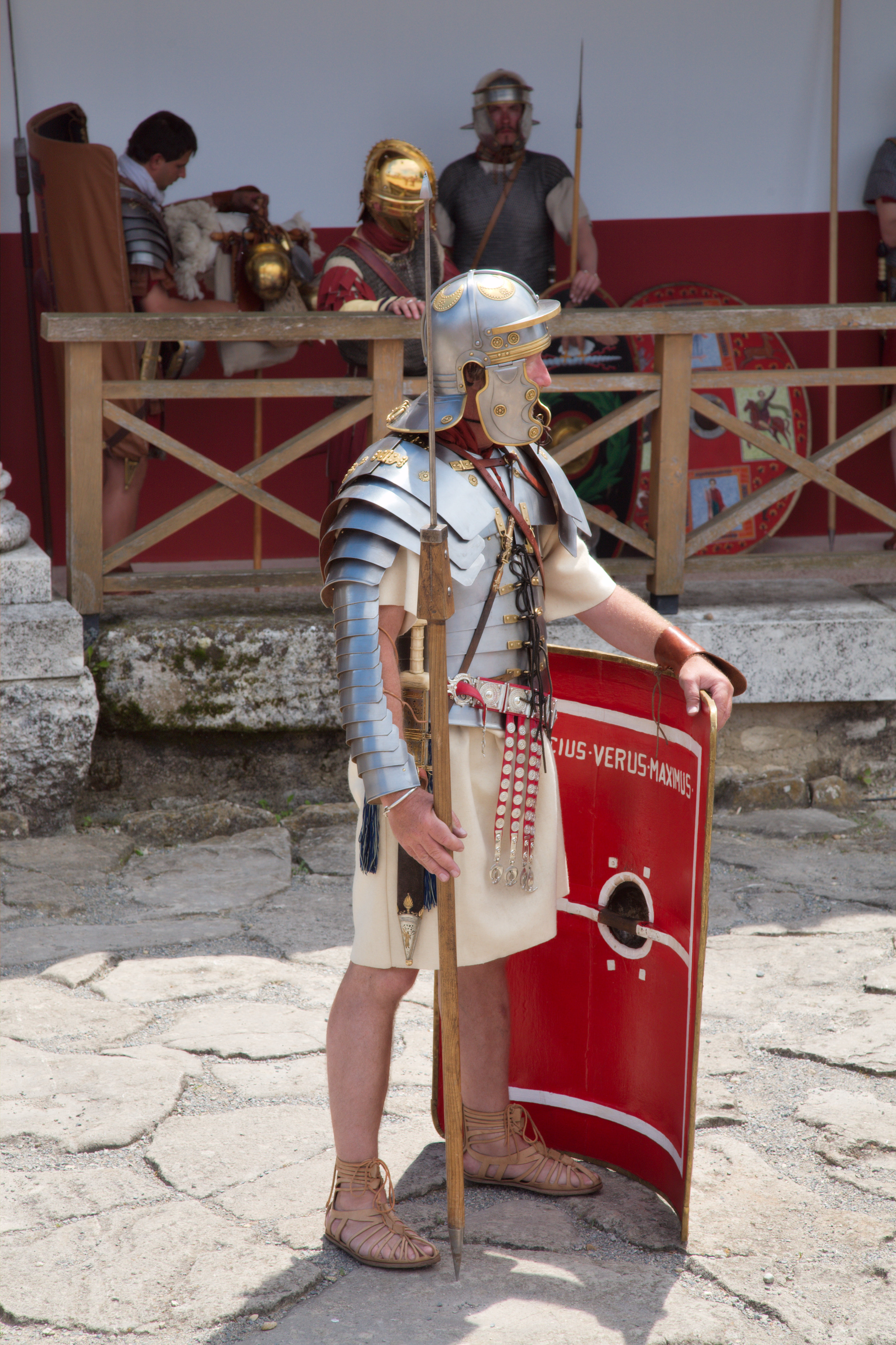
Реконструктор-легіонер у лориці сегментата і маніці

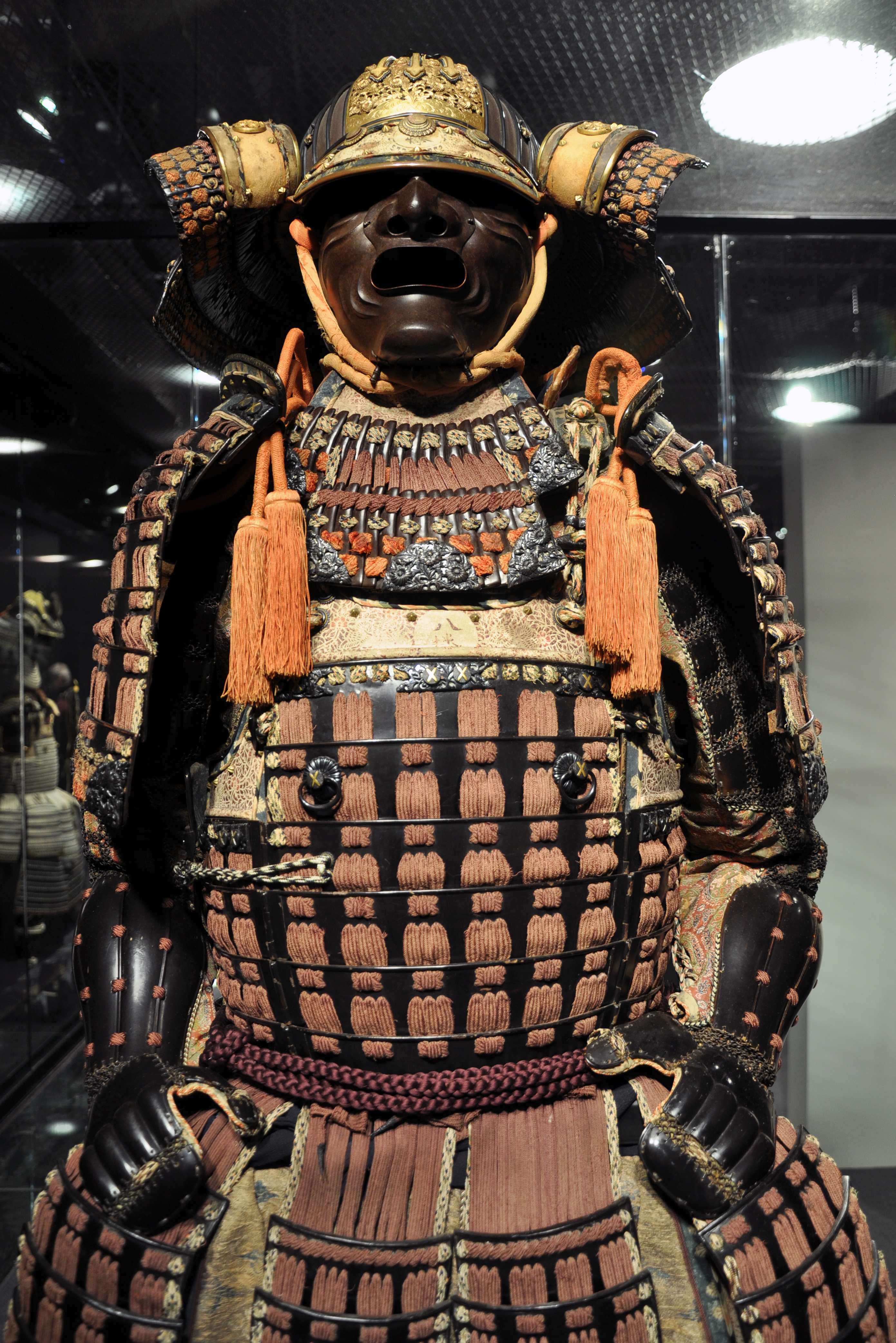
Японський ламінарний обладунок

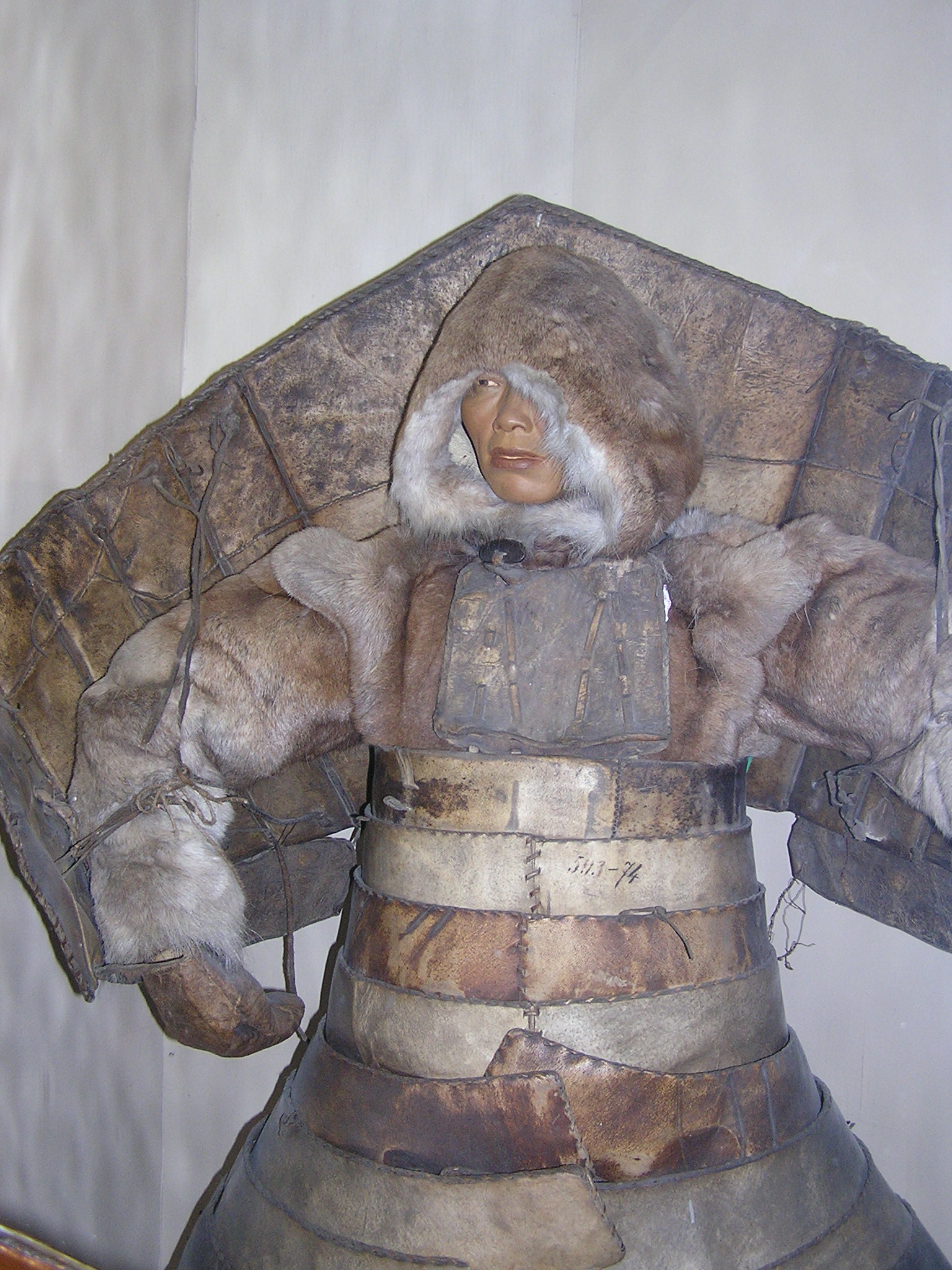
Ламінарний обладунок чукчів. Конструкція за спиною — «крило», ламінарний щит — наруч для захисту від стріл

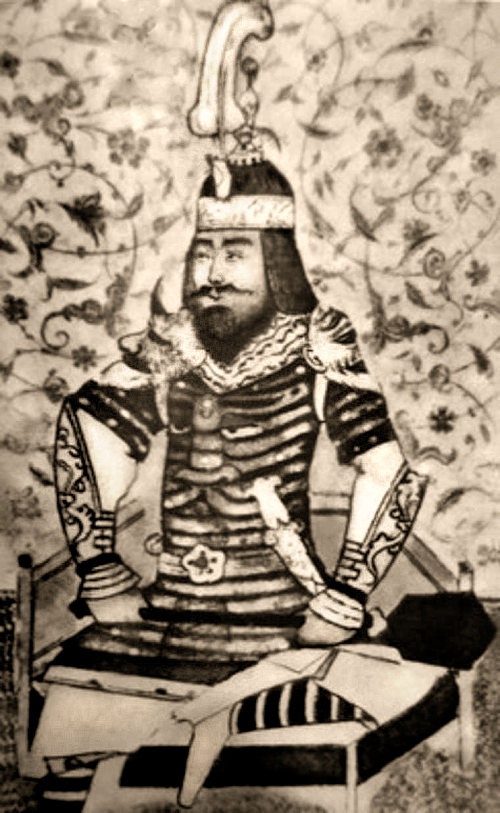
Ламінарний обладунок, який був в обігу в Середній Азії і на Близькому Сході

Ламінарні обладунки, од. ламінарний обладунок (від лат. laminae — «пластинки») — загальна назва обладунків з рухомо сполучених між собою твердих поперечних смуг.
Найбільш відомі приклади ламінарного обладунку — римська лорика сегментата і деякі з пізніх різновидів самурайського обладунку. Крім лорики сегментата, в Стародавньому Римі був також відомий і повний ламінарний захист кінцівок, але в армії вона практично не застосовувалася, її використовували в основному для гладіаторів, яким зазвичай, таким чином, захищали одну руку (в деяких випадках ще й одну ногу) при незахищеному корпусі.
Ламінарний обладунок був широко поширений на Сході аж до XVI століття, поки не був витіснений кільчасто-пластинчастою бронею. Ламінарний обладунок широко використовувався монгольськими воїнами в XII—XIV століттях, найбільш поширений тип монгольського обладунку — хуяг — часто мав ламінарну структуру. По крою монгольський ламінарний панцир нічим не відрізнявся від ламеллярного, проте був більш важкий і незручний, ніж ламелярний панцир.

## Історія
Аж до широкого поширення кільчасто-пластинчастих обладунків, яке припало на кінець XV — початок XVI століття, протягом століть до цього найбільш популярними обладунками в регіоні Середньої Азії і Ірану були ламеллярні, ламінарні і куяки. Причому до моменту широкого поширення кільчасто-пластинчастих обладунків ламінарні обладунки завдяки поєднанню меншій вартості і відносно високій жорсткості майже встигли витіснити з ужитку ламелярні, конкуруючи в основному з куяком. Причиною витіснення було те, що ламінарний обладунок був помітно жорсткіший простого ламеллярного обладунку з одного шару пластин і в той же час коштував помітно дешевше ламеляру з двох-трьох шарів пластин. При цьому ламінарний обладунок практично не відрізнявся по конструкції від ламелляру, при виготовленні якого, як правило, пластини спочатку сплітали між собою в смуги (в разі ламінарію — вже готові), а потім спліталися один з одним. Крім того, з початку XV століття смуги ламінарію перестали сплітати один з одним тонкими шнурами, як в ламеллярі, а кріпити більш надійно — заклепками до шкіряних ременів, що йдуть всередині обладунку. Крім чисто ламінарних обладунків, нерідко зустрічалася комбінація ламінарних і ламеллярних елементів в одному і тому ж обладунку. Так, наприклад, зустрічалася комбінація більш жорсткого захисту корпусу з ламінарію з ламелярними наплічниками і набедрениками, які краще облягають рухомі частини тіла. Але могла зустрічатися і зворотна комбінація: двох-тришаровий ламелляр, що захищає корпус, в поєднанні з ламінарними наплічниками і набедрениками. Крім набедреників, нижче пояса могли бути фартухи і нахрестники, які забезпечували захист важливих органів при спішувані (зміна збройної атаки, наприклад, перехід від стрільби з лука на бій на мечах). Сам ламінарний обладунок після монгольського завоювання виготовлявся в монгольському стилі і досяг високої досконалості до середини XV століття.

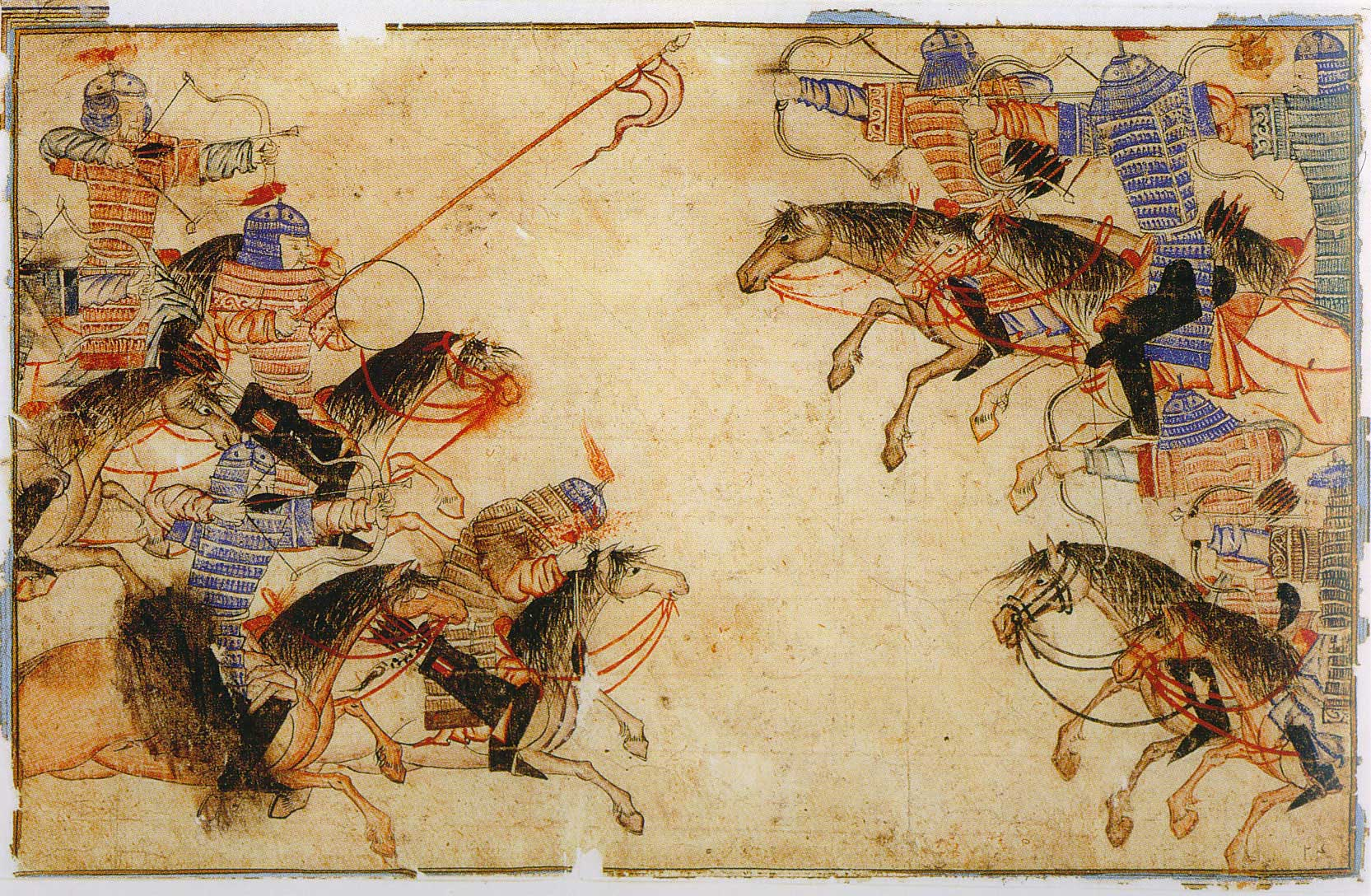
Монгольські вершники. Мініатюра перського твору «Збірника літописів» Рашид ад-Діна. Тебріз, перша чверть XIV століття

На думку Леоніда Боброва, висловлену в його роботі «Залізні яструби Мавераннахра», саме «монгольський» стиль зіграв вирішульну роль у долі ламінарних і ламелярних обладунків, а саме: до кінця XV століття вони настільки міцно асоціювалися з монголами, що в ісламській мініатюрі того періоду стало загальноприйнятим зображувати язичників і варварів в ламеллярах і ламінарії, в той час як правовірні зображувалися в кольчугах. Поява ж кільчасто-пластинчастих обладунків дозволило кольчузі зрівнятися за ступенем захисту з ламінарними і ламелярними обладунками (при всіх своїх перевагах проста кольчуга, навіть подвійного плетіння, не є надійним захистом і досить легко пробивається досить сильними ударами). На доказ своєї правоти він наводить той факт, що перші кільчасто-пластинчасті обладунки з'явилися ще в кінці XIV століття і протягом XV століття продовжували співіснувати в Персії, там доходило аж до того, що воїн міг носити комбінацію з ламінарних (або/і ламелярних) і кільчасто -пластінчатих обладунків. Крім того, протягом цього періоду ламінарні і ламелярні обладунки були більш характерні для Південного Ірану, в той час як кільчасто-пластинчасті (бехтерець і юшман) стали характерною особливістю Північного Ірану. А витіснення ламінарних і ламелярних обладунків збіглося з часом посиленням впливу Сефевідської династії, що поширила свою владу і на південь Ірану, так і зі вторгненням на схід Ірану володаря Бухари — Шейбані-хана.

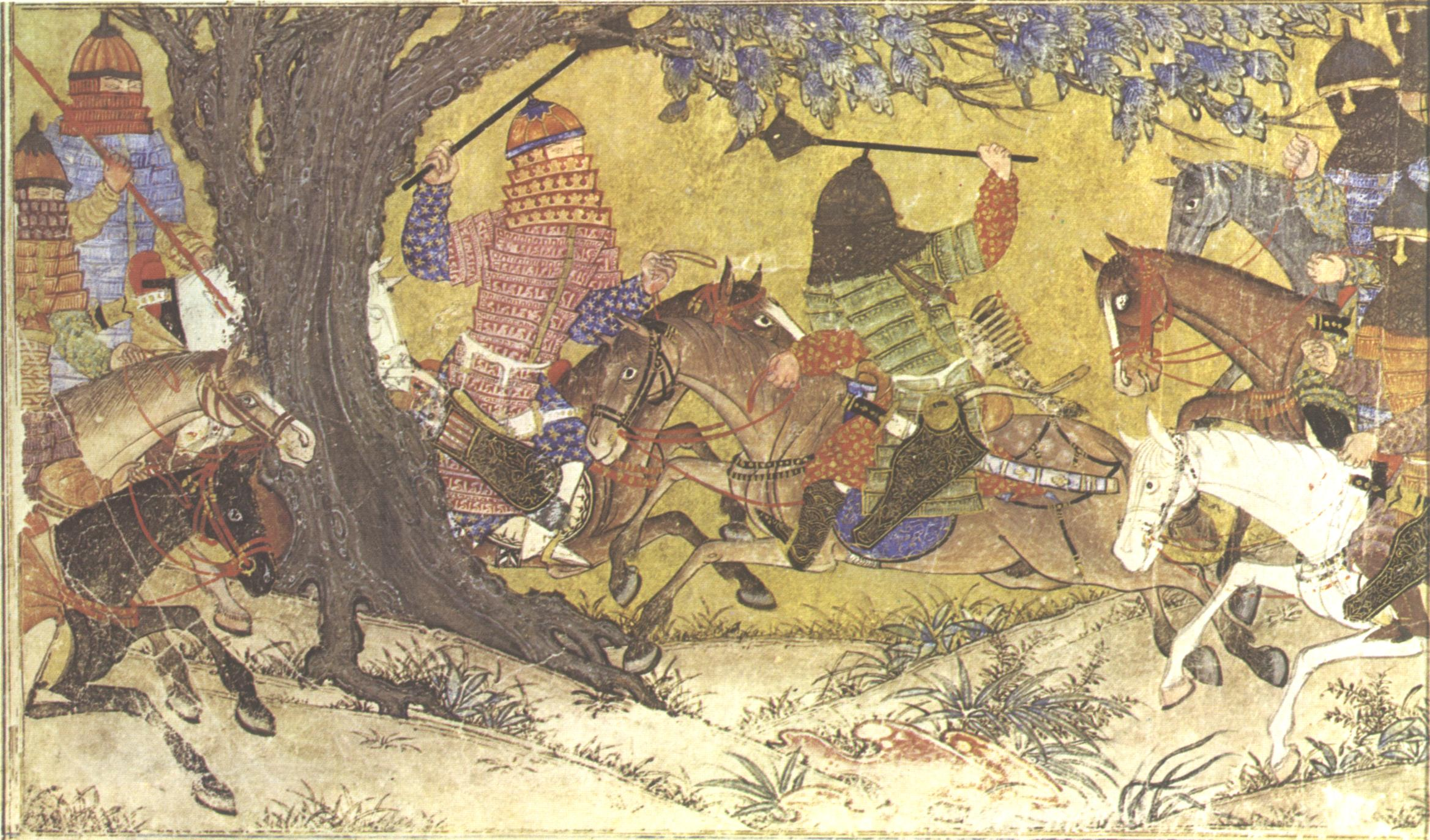
Сутичка Ардашира і Артавана. Мініатюра до іранського епосу «Шахнаме». Держава Хулагуїдів. 1330-і роки

Що стосується комбінації ламінарних (а також ламеллярних) і кільчасто-пластинчастих обладунків, то спочатку кільчасто-пластинчасті обладунки представляли собою набедренники, що носилися замість менш зручних ламеллярних або ламінарних набедренників, які фактично представляли собою підлогу ламелярного або ламінарного обладунку, через малу гнучкість часом з'їжджали зі стегна, залишаючи його вразливим; те ж саме стосувалося і наплічників аналогічної конструкції. В результаті цього до початку XVI століття від ламінарного обладунку, який майже встиг витіснити ламелярний, залишилася лише кіраса, а функції захисту рук і ніг у багатьох воїнів почали виконувати кільчасто-пластинчасті обладунки. Також часто зустрічався варіант носіння більш жорсткого ламінарію поверх тиляг з рукавами, який міг мати довгі подоли, що прикривають стегна, або міг використовуватися з кільчасто-пластинчастими набедрениками. Причому поверх ламінарію могло додатково кріпитися невелике зерцало (скоріше для захисту від прокльону, ніж для реальної користі), не кажучи вже про більш природну наявність рукавів і наголінників; таким чином, на воїні того періоду могло зустрічатися дуже химерне поєднання різних типів обладунків. Остаточне зникнення ламінарних обладунків, відбулося до кінця XVI століття, збіглося як з подальшим вдосконаленням кільчасто-пластинчастих обладунків, так і з початком активної еволюції зерцальних обладунків, чиї зерцала, збільшившись, стали краще покривати тіло.
Варто зазначити, що існує також трактування зображень описаних вище як шкіряних ламінарних обладунків в якості ламелярних обладунків з рядами металевих пластин, обгорнутими розписною шкірою для захисту від корозії і як прикраса.